# Paddle Fighter
Paddle Fighter (パドルファイター) est un jeu vidéo d'action/air hockey sorti le 27 février 1991 sur Sega Meganet, le modem de la Mega Drive, uniquement au Japon. Le jeu a été développé et édité par Sega.
Il a été réédité dans les compilations de jeux Sega Games Can Vol. 1, sortie au Japon le 18 mars 1994 sur Mega-CD, et Game no Kanzume: Otokuyō, sortie au Japon le 1er juin 1995 sur Mega Drive.